# Dokk'em Open Air
Dokk'em Open Air is een jaarlijks terugkerend heavymetalfestival in Dokkum, dat sinds 2002 georganiseerd wordt. 
Het festival begon als een tweejaarlijks festival maar sinds 2010 wordt het jaarlijks georganiseerd, met uitzondering van 2017, 2018 en 2020. De twaalfde editie van Dokk'em Open Air vond plaats op 28 en 29 juni 2019 met als headliners King Diamond en Cradle of Filth. Voorafgaand aan Dokk'em Open Air wordt elk jaar Monsters of Rock'em georganiseerd, een avond met tributebands.  
De editie voor 2020 zou gehouden worden op vrijdag 3 en zaterdag 4 juli, maar is in verband met de coronapandemie en de daarbij behorende overheidsrestricties afgelast en volgens de organisatie verplaatst naar 2021. 

## Geschiedenis
Het eerste festival was in Bornwird, waarna het naar Raard verhuisde. Sinds 2015 vindt het festival in Dokkum zelf plaats. Na enkele omzwervingen op verschillende locaties in de stad is het festival neergestreken in het Tolhuispark, waar het sinds drie jaar een vaste plek heeft gevonden. Elk jaar zijn er meer dan dertig bands uit binnen- en buitenland te bewonderen, verdeeld over twee podia. Naast muziek zijn er ook andere activiteiten op het festivalterrein te beleven, zoals een metalmarket, biergarten en challenges. Op het festivalterrein is een camping aanwezig, waar bezoekers met een tent of camper kunnen overnachten. 

## Lineups (in willekeurige volgorde)

### 2019
- King Diamond
- Cradle of Filth
- Cannibal Corpse
- Carach Angren
- Dool
- MaYaN
- Demons & Wizards
- Blaas Of Glory
- Darkane
- Pestilence
- For I Am King
- Wolfheart
- Tankzilla
- Insanity Alert
- Evil Invaders
- Insurrection
- Manticora
- Vivaldi Metal Project
- Overruled

### 2016
- Finntroll
- Dragonforce
- Soilwork
- Testament
- Heidevolk
- Moonspell
- Primordial
- Doro
- Grave
- Izegrim
- Bliksem
- Raven
- Entombed AD
- Insanity Alert
- Kjeld
- Entrails
- 13 Steps

### 2015
- Madball
- My Dying Bride
- Legion of the Damned
- Biohazard
- Kataklysm
- Moonsorrow
- God Dethroned
- Powerwolf
- Candlemass
- Herder
- The Gentle Storm
- Iron Reagan
- My Minds Mine
- Threshold
- Shining

### 2014
- The Dillinger Escape Plan
- Napalm Death
- Annihilator
- Carach Angren
- Gamma Ray
- Metal Church
- Leprous
- MaYaN
- Arkona
- Freedom Call
- Enthroned
- M.O.D.
- Circus Maximus
- Vicious Rumors
- DEATH (DTA)
- Troll
- Existance
- Murderset Pieces
- Exorsism
- Evil Masquerade
- Nocturnus AD

### 2013
- Delain
- Peter Pan Speedrock
- Iced Earth
- Testament
- Amorphis
- Symphony X
- Orange Goblin
- Marduk
- Aborted
- Six Feet Under
- Misery Index
- Cryptopsy
- Witchcraft
- The Monolith Deathcult
- Rhapsody of Fire
- Keep of Kalessin
- Heathen
- Blood Red Throne
- Jorn Lande
- Anger as Art
- Inquisition
- VON

### 2012
- Arch Enemy
- Moonspell
- The Gathering
- Death Angel
- Obituary
- Pro-Pain
- Jon Oliva's Pain
- Vanderbuyst
- Hail of Bullets
- Trail of Tears
- Ancient Rites
- Sinister
- Dominici
- Omission
- Devious
- Pathfinder
- Bloodline
- Max Pie
- Glorior Belli
- Nom de Plume

### 2011
- Alestorm
- Baldrs Draumar
- Blaas of Glory
- Chiraw
- Cirrha Niva
- DGM
- Dimaeon
- Evergrey
- Evile
- Hammerfall
- Kampfar
- Krakaw
- The Lucifer Principle
- Pagan's Mind
- Vader
- Vicious Rumors
- Vreid

### 2010
- Stream of Passion
- Destruction
- Revamp
- 3 Inches of Blood
- The Haunted
- Inhume
- Diabulus in Musica
- Skeptical Minds
- Dejafuse
- Lahannya
- Nightmare
- Dr Doom
- Picture
- Highway to Rosie
- Dylath-Leen
- Prime Suspect
- Manci Movement
- Methusalem
- Trident

### 2008
- Blaze Bayley
- Diamond Head
- Trail of Tears
- Tankard
- Vengeance
- The Monolith Deathcult
- Anger As Art
- The Lucifer Principle
- Stormwarrior
- Carach Angren
- Heidevolk
- Izegrim
- Vortex
- Dylath-Leen
- Mother of Sin
- Salacious Gods
- Incursion Dementa
- Awake

### 2006
- Primal Fear
- Blitzkrieg
- Autumn
- Wizard
- After All
- Thanatos
- Visions of Atlantis
- Xystus
- Greyline

### 2004
- Hirax
- Highway Chile
- Occult
- Tygers of Pan Tang
- Flesh Made Sin
- Nemesea
- Death by Dawn
- Reviver
- Chain
- Enraged

### 2002
- Paul Di'Anno & Killers
- Holy Moses
- Edenbridge
- Hammerhawk
- Visions of Atlantis
- Deadhead
- Mortuary IOD
- Methusalem
- Pleurisy